# Louis Dausset
Louis Dausset, né le 3 septembre 1866 à Tarbes, mort le 22 janvier 1940 à Neuilly-sur-Marne, est un homme politique français, sénateur de la Seine et président du conseil municipal de Paris.

## Biographie
Il est le fils de Jean Joseph Dausset, conducteur des Ponts-et-Chaussées. 
Louis Dausset fait ses études secondaires au lycée de Tarbes puis au Collège Stanislas à Paris.
En 1893, il est reçu sixième à l'agrégation de Lettres. Il est nommé professeur de rhétorique (première) au lycée de Guéret, puis au lycée  d'Angoulême. Il est professeur au collège Stanislas de 1896 à 1900. 
En 1898, il participe à la création de la Ligue de la patrie française, groupe nationaliste et antisémite, une des organisations les plus anti-dreyfusardes.
Devenu conseiller municipal du quartier des Enfants-Rouges (1900-1922), il est président du Conseil de Paris de 1901 à 1902, puis rapporteur général du budget de la ville de Paris de 1908 à 1919. 
En 1906 il épouse Valentine Le Houx de Bretagne.
Trop âgé pour être mobilisé en 1914, il fonde un sanatorium de 2 000 lits à Brévannes.
Il est président du Conseil général de la Seine de 1919 à 1920, avant d'être élu sénateur de la Seine le 11 janvier 1920, mandat qu'il exerce jusqu'au 8 janvier 1927.
Il a aussi été secrétaire général de la Ligue de la patrie française.

## Distinctions
- Officier de la Légion d'honneur[Quand ?].

### Sources
- Archives nationales, 8 AR 593
- Diptyques du Collège Stanislas, Paris, 1901, p. 420.
- Qui êtes-vous ? Annuaire des contemporains. Notices biographiques, Paris, G. Ruffy Éditeur, 1924, disponible en ligne : [3].
- Notice biographique et portrait sur le site de la mairie de Tarbes, p. 137
- Notice biographique sur le site du Sénat

## Liens
- Ressources relatives à la vie publique :   - base Léonore
  - Sénat
- Ressource relative à la recherche :   - La France savante
- Notices d'autorité :   - VIAF
  - ISNI
  - BnF (données)
  - IdRef
  - Pays-Bas